# Pseudoechthistatus birmanicus
Pseudoechthistatus birmanicus är en skalbaggsart som beskrevs av Stephan von Breuning 1942. Pseudoechthistatus birmanicus ingår i släktet Pseudoechthistatus och familjen långhorningar.
Artens utbredningsområde är Myanmar. Inga underarter finns listade i Catalogue of Life.